# Germán Sánchez
Gérman Sánchez (Alicante, 4 de julho de 1989) é um piloto de carros espanhol.

## Carreira
Germán Sánchez iniciou a sua carreira nos carros em 2006, onde ganhou a classe Taça de Espanha na Fórmula 3 Espanhola no seu primeiro ano de competição.
Em 15 corridas, Germán Sánchez obteve sete vitórias e três pódios numa impressionante e bem sucedida temporada de estreia. Neste ano ainda obteve 3 pole positions.
Em 2007, o jovem espanhol foi para a classe principal de F3 Espanhola e entrou logo no ritmo, obtendo a sua primeira pole position no campeonato em Jerez, no segundo fim-de-semana de corridas. Germán Sánchez converteu a pole num pódio e somou um total de 2 vitórias em corrida e 4 pódios, obtendo o 4º lugar final. Duas pole positions e duas voltas mais rápidas completam o leque de resultados de Gérman Sánchez nesta temporada.
Na sua segunda temporada com a Campos Grand Prix, Gérman Sánchez fez um sério "assalto" ao título no seu Dallara F308 powered by Toyota. Gérman Sánchez obtém a sua primeira vitória na 5ª ronda em Albacete e assegurou mais 3 vitórias no campeonato. As suas outras vitórias ocorreram no Circuito Urbano de Valência, Magny-Cours Magny Cours e no Circuito Ricardo Tormo – o autódromo que acolherá a ronda de abertura de Fórmula 2 FIA em 2009 em Maio de 2009. Gérman Sánchez obteve o título após um pódio na última corrida da temporada no Circuito da Catalunha, em Barcelona.

### Registo nos monolugares
| Época | Campeonato                                 | Vitórias | Pole positions | Pódios | Pontos | Lugar Final |
| ----- | ------------------------------------------ | -------- | -------------- | ------ | ------ | ----------- |
| 2006  | Fórmula 3 Espanhola - Taça de Espanha F300 | 7        | 3              | ND     | 1º     |             |
| 2006  | Fórmula 3 Espanhola                        | ND       | ND             | ND     | 13º    |             |
| 2007  | Fórmula 3 Espanhola                        | 2        | 2              | ND     | 4º     |             |
| 2008  | Fórmula 3 Espanhola                        | 4        | 1              | ND     | 1º     |             |
| 2009  | Fórmula 2 FIA                              | ND       | ND             | ND     |        |             |